# فونس فان کاتوایک
فونس فان کاتوایک (هلندی: Fons van Katwijk؛ زادهٔ ۱ دسامبر ۱۹۵۱) ورزشکار ورزش دوچرخه‌سواری اهل هلند است.